# Козко, Сергей Викторович
Сергей Викторович Козко (род. 12 апреля 1975, Спицевка, Ставропольский край) — российский футболист, вратарь, тренер.

## Карьера

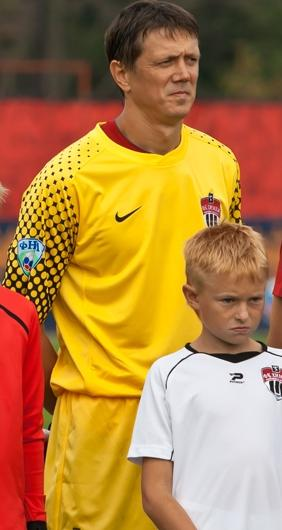
Козко в составе «Химок»

### Клубная
Начал играть в футбол в 7 лет в ДЮСШ № 4 города Ставрополя (первый тренер — Михаил Викторович Аракелян), затем тренировался в школе ставропольского «Динамо».
Выступал за «Асмарал» (Кисловодск), шесть игр провёл в качестве полевого игрока, «Динамо» (Ставрополь), «Торпедо-ЗИЛ» (Москва), «Рубин» (Казань). В составе «Рубина» стал бронзовым призёром чемпионата России-2003. В 2005—2007 годах играл за ФК «Москва». В 2008 году вернулся в «Рубин» на правах свободного агента. Контракт с «Рубином» истек в начале 2010 года.
В декабре 2011 год принял решение о завершении карьеры. Причиной, по словам игрока, стала очередная операция на коленном суставе.
С 2018 года работает тренером вратарей в системе «Рубина»

### В сборной
Вызывался в национальную сборную России. Сыграл в товарищеском матче против «Симидзу Эс-Палс» 14 февраля 2004 года, но в официальных матчах за неё не выступал.

## Достижения
«Рубин»
- Чемпион России (2): 2008, 2009
- Бронзовый призёр чемпионата России: 2003
- Победитель Первого дивизиона: 2002

### Личные
- В списках 33 лучших футболистов чемпионата России : № 3 (2003)